# Antonina
Antonina é um município brasileiro do estado do Paraná. Sua população contada em 2010 é de 18.891 habitantes com uma área de 876,551 km². Está situada a 90 km de Curitiba, e a 50 km de Paranaguá.
Cidade histórica cujos primeiros vestígios da ocupação foram encontrados nos sambaquis. Posteriormente, índios carijós habitaram o local sendo que os primeiros povoadores datam de 1648 e 1654. Antonina situa-se em uma das primeiras áreas brasileiras ocupadas pela Coroa Portuguesa, na Região Sul do Brasil. Além da extraordinária beleza natural paisagística, Antonina possui edifícios com características do período colonial, eclética e art déco, calçamento de pedras e ruínas históricas, as quais enriquecem o seu patrimônio. O município oferece ainda, diversos atrativos turísticos. É acessado pela BR-277, pela antiga Estrada da Graciosa, pelo Ramal de Antonina da antiga Estrada de Ferro Paraná e através do Porto de Antonina, que foi recentemente reativado, onde também se localiza a sede do município. Criado através da Lei Estadual nº14 de 21 de janeiro de 1857, e instalado na mesma data foi desmembrado de Paranaguá.
Os habitantes naturais do município de Antonina são denominados capelistas ou antoninenses. Está localizada no litoral norte do Estado do Paraná na Mesorregião Metropolitana de Curitiba, mais precisamente na Microrregião de Paranaguá, estando a uma distância de 84 km via BR-277 e 79 km via Estrada da Graciosa, da capital do estado, Curitiba.
De acordo com ELIAS (2019, p.86-87) eram tempos de caça e ouro,este ciclo se aprofundou-se com a chegada de homens sequiosos pelo vil metal.Com o passar dos anos,o firmando,datando de 12 de setembro de 1714 a oficial povoação de Antonina.Em 1712,Manoel do Vale Porto,depois sargento-mor,estabeleceu-se no Morro da Graciosa,pois havia recebido sesmaria localizada nesta região, e a frente de grande número de escravos iniciciou o trabalho de mineração e agricultura na região.As primeiras roçadas desvataram a selva em frente a ilha da Graciosa(atulamente Corisco),que comprovaram a uberdade da terra,de grande valia para o povo do lugar.Valle Porto conseguiu provisão de licença para a construção da primeira nave da Capela de Nossa Senhora do Pilar no povoado, que abrigava cerca de coinquenta familias de fieis em tributo a Virgem Maria.Desde está época os moradores da cidade ficaram conhecidos como  Capelistas.Em 1797 o povoado tinha 2.300 habitantes ,que viviam de mineração,pesca e agricultura de subsistência.Neste mesmo ano,a 6 de novembro,a freguesia de Nossa Senhora do Pilar da Graciosa foi elevada a categoria de vila,com a denominação de Antonina,em homenagem ao principe da beira Dom Antonio.Este ato solene foi realizado na presença da nobreza e do povo em geral,que assistiu ao levantamento dopelourinho e da lavratura do ato.Em 14 de janeiro de 1798 foi empossada a primeira camara de vereadores de Antonina,e a primeira providência foi a reabertura da Estrada da Graciosa,no que foram ajudados por autoridades curitibanas.

## Etimologia
O nome de Antonina é uma homenagem prestada ao Príncipe da Beira Dom António de Portugal em 1797. Etimologicamente existem duas fontes: primeiro, do latim "antonius" que significa inestimável, segundo, do grego "antheos", traduzido como flor.

## História
Antonina é uma das mais antigas povoações do Paraná, tendo sua região sido perlustrada a partir do século XVII. A efetiva ocupação deu-se em 1648 quando o parnaibano Gabriel de Lara, o Capitão Povoador, sesmeiro da Nova Vila (Paranaguá), cedeu a Antonio de Leão, Pedro Uzeda e Manoel Duarte, três sesmarias no litoral de Guarapirocaba, primeiro nome de Antonina, as primeiras daquela porção litorânea. Foram pois, estes os primeiros povoadores de Antonina.
Eram tempos de caça ao ouro, e este ciclo intensificou-se com a chegada de homens sequiosos pelo vil metal. Com o passar dos anos, o povoamento do lugar foi se firmando, datando de 12 de setembro de 1714, a oficial povoação de Antonina.
Em 1712, Manoel do Valle Porto, depois sargento-mor, estabeleceu-se no Morro da Graciosa, pois havia recebido uma sesmaria localizada nesta região e a frente de grande número de escravos, iniciou o trabalho de mineração e agricultura na região.
As primeiras roçadas devastaram a selva em frente a ilha da Graciosa (atualmente ilha do Corisco), que comprovaram a uberdade da terra, de grande valia para o povo do lugar.
Um marco fundamental para a história da cidade: a fundação da freguesia, em 1719. Na época, Valle Porto conseguiu provisão de licença para atender os pedidos de cerca de cinquenta famílias de fiéis que a região abrigava para a construção da primeira nave da Capela de Nossa Senhora do Pilar no povoado, em tributo ao título mais antigo da Virgem Maria. Desde esta época os moradores da cidade ficaram conhecidos como "capelistas".
A capela original foi construída em uma bela colina, às margens da baía, de onde se tem uma vista privilegiada do município e de sua exuberante riqueza natural.
Em 1797 o povoado tinha 2.300 habitantes, que viviam de mineração, pesca e agricultura de subsistência.
Neste mesmo ano, a 6 de novembro, a freguesia de Nossa Senhora do Pilar da Graciosa foi elevada a categoria de vila, com a denominação de Antonina, em homenagem ao Príncipe da Beira Dom Antônio. Este ato solene foi realizado na presença dos políticos e do povo em geral, que assistiu ao levantamento do pelourinho e da lavratura do ato.
Em 14 de janeiro de 1798 foi empossada a primeira câmara de vereadores de Antonina, e a primeira providência foi a reabertura da Estrada da Graciosa, no que foram ajudados por autoridades curitibanas. Em 1835 a vila tinha 3.300 habitantes.
No dia 21 de janeiro de 1857, através de Lei Provincial nº 14, torna-se município da nascente Província do Paraná.

## Geografia

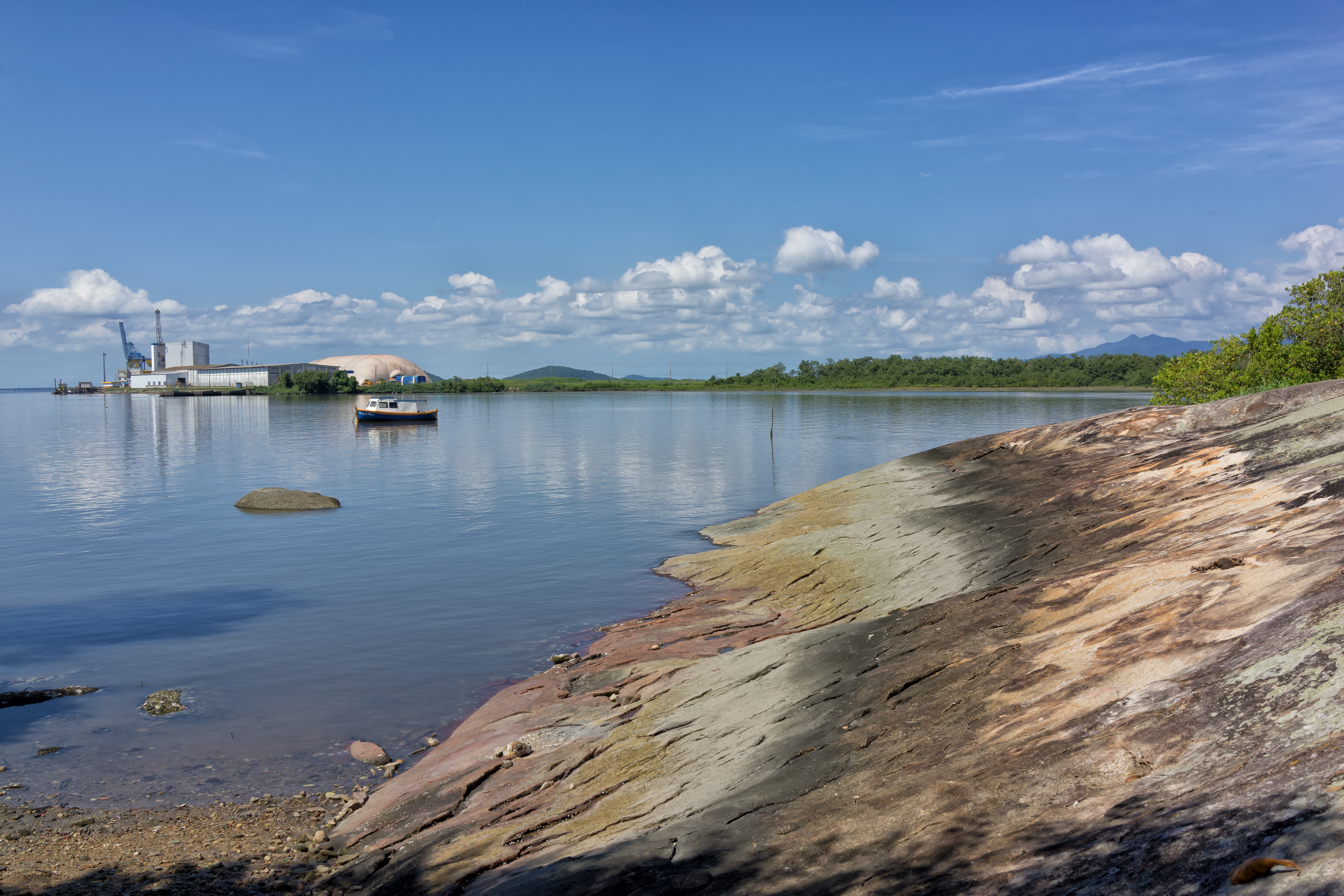
Baía de Antonina vista da Ponta da Pita

Situado na Mesorregião Metropolitana de Curitiba, o município limita-se ao norte e a oeste com Campina Grande do Sul, ao sul e a oeste com Morretes; e a leste com Paranaguá e Guaraqueçaba. A sede do município está localizada na posição geográfica de 25°25'44" S de latitude sul e 48°42'43" W de longitude oeste, estando a uma altitude de 5 metros. Possui uma área de 882 km² representando 0.4427 % do estado, 0.1566 % da região e 0.0104 % de todo o território brasileiro..
Geologicamente, os terrenos do município são de origem proterozoico-cambriana, arqueano-proterozoica, quaternária, holocênica, mesozoico-jurássico-cretácea e terciário-miocênica. Os tipos de solo existentes no município são gleissolo sálico, cambissolo háplico, argissolo vermelho-amarelo, latossolos vermelho-amarelos e afloramentos de rocha. O relevo do município é montanhoso a oeste, forte e levemente ondulado ao norte e a leste e de planícies ao centro e ao sul com alguns morros espalhados pelo município. Na sede municipal registra-se a altitude de 5 metros. As altitudes médias do município oscilam entre 0 e 1.800 metros. Antonina está localizada entre a Baixada Paranaense e a Serra do Mar.
A localização da cidade de Antonina na orla atlântica apresenta um clima quente e úmido. Frio no período do inverno e agradável no verão. As temperaturas médias, observadas no ano de 1956, foram de 28ºC das máximas, 12 °C das mínimas e 20 °C a compensada. Os principais acidentes geográficos do município são: na parte orográfica — serras do Cabrestante, dos Órgãos, da Virgem Maria, da Graciosa e da Serrinha; potamográfico — Rio Cachoeira, banhando as localidades de Catumbi, Limoeiro, Lagoinha, Cupiúva, Cupiuvinha, Turvo, Rio Pequeno, Cachoeira de Baixo e Cachoeira de Cima; rio do Cedro, banhando a localidade do Cedro; rio Cacatu, Lagoinha, Morro Grande Sambaqui, Rio do Meio Cacatu e Mergulhão; rio Curitibaíba, banhando as localidades de Curitibaíba, Faisqueira e Sambaqui; rio Faisqueira, banhando as localidades de Faisqueiras de Cima e de Baixo, Cedro e Camarão. Todos esses rios são navegáveis em pequenas extensões por lanchas movidas a gasolina. Existem no município as seguintes quedas d'água:
| Denominação             | Localização                           | Potencial (H.P.) |
| ----------------------- | ------------------------------------- | ---------------- |
| Corredeira da Cachoeira | Rio Cachoeira                         | 16.480           |
| Salto do Cedro          | Rio do Cedro                          | 300              |
| Salto do Mergulhão      | Rio Mergulhão                         | 107              |
| Salto da Venda          | Rio da Venda, tributário do Cacatu I  | 50               |
| Salto da Venda          | Rio da Venda, tributário do Cacatu II | 100              |

Na Baía de Antonina, destacam-se as ilhas das Rosas, do Lessa, do Quamiranga, do Goulart e do Corisco. Na localidade de Cedro, há dois morros que se destacam: O do Pico Torto e da Divisa, com as altitudes de 847 e 817 metros, respectivamente.
Na época do Descobrimento do Brasil, em 1500, o município era coberto por diversas formações vegetais pertencentes ao domínio da Floresta Ombrófila Densa tais como manguezais e terras baixas na orla da baía de Antonina e formações montanhosas ao norte e a oeste.
Como riquezas minerais se sobressaem, reflexo de grande valor econômico, malgrado ainda serem pouco desenvolvidas, as extrações de pedra, ferro, magnetita e talco. No campo vegetal — madeiras de lei. E no reino animal, lontra, porco-do-mato, jaguatirica, onça-pintada, capivara, tateco, cutia, etc. A pesca no município é praticada pelos pescadores das colônias ali existentes, porém não é muito desenvolvida.

## Transporte
A cidade de Antonina é servida pelas seguintes rodovias:
- PR-340, ligando à Usina Parigot de Souza e ao acesso à Guaraqueçaba (PR-405).
- PR-408, ligando à cidade de Morretes[10].

O município é cortado e atendido pela seguinte ferrovia:
- Ramal de Antonina da antiga Estrada de Ferro Paraná, ligando à cidade de Morretes.[11]

A linha férrea de 16 km, atualmente desativada para cargas, voltou a receber passageiros para fins turísticos após 30 anos. A ABPF, em parceria com autoridades locais e com a Rumo Logística, se encaminhou da revitalização da linha férrea e da implantação do chamado Trem Caiçara na região, cuja inauguração se deu no dia 21 de novembro de 2020.
A cidade também possui o Porto de Antonina.

## Esporte
O município de Antonina tem a seleção antoninense de Handebol de Areia, onde é a 2ª melhor equipe masculino e a 3ª feminino dos Jogos Abertos do Paraná na categoria adulto. Na categoria juvenil a equipe é a primeira campeã na modalidade Handebol de Areia nos Jogos da Juventude do Paraná (JOJUPs) no ano de 2014, na segunda vez que a modalidade participa dos  Jogos da Juventude do Paraná (JOJUPs) em 2016 a equipe da cidade ficou na 3ª colocação. No cenário nacional a equipe adulta de Handebol de Areia participou dois anos seguidos da etapa do Circuito Brasileiro de Handebol de Areia que foi na cidade do litoral paranaense Matinhos, nesse ano a equipe ficou com a 10º posição na categoria masculino e feminino, jogando contra fortes equipes brasileiras onde se tem jogadores que atuam na seleção brasileira de Handebol de Areia.
A equipe de Handebol da cidade é o atual campeão da Regional 1 dos Jogos Abertos do Paraná, na fase final ficou com a 8ª colocação.
A cidade de Antonina, nos anos 1930 e 1940, participava ativamente do Campeonato Paranaense de Futebol, visto que na época o regulamento dava uma vaga para o campeão da Liga de Futebol de Antonina. Os clubes que participaram nesta época foram o Mattarazzo Football Club, o Clube Atlético Antoninense, a Associação Atlética 29 de Maio e o Ypiranga. Hoje estes clubes jogam no futebol amador da cidade, representado por esta mesma liga.

## Cultura

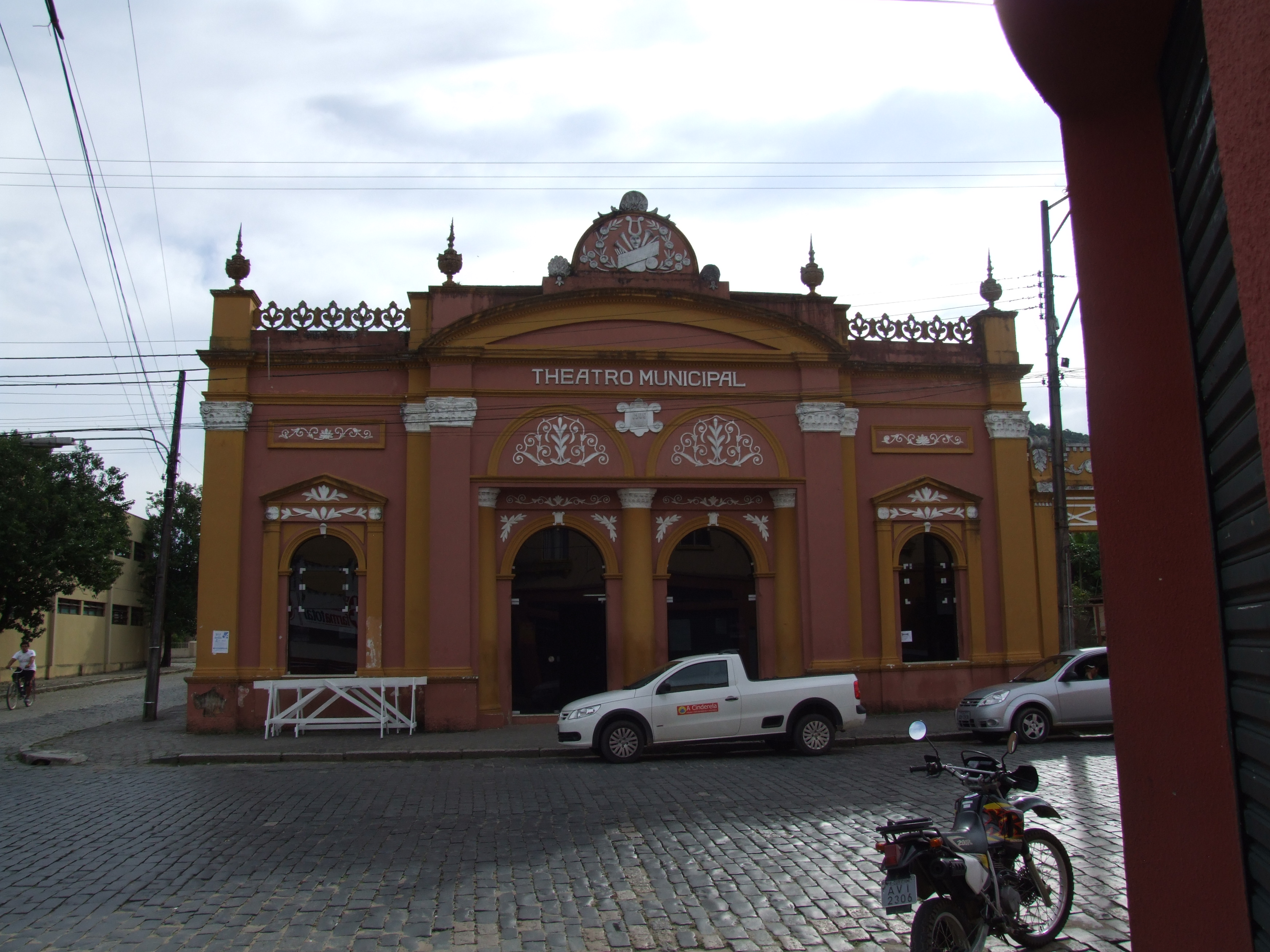
Theatro Municipal de Antonina, um dos mais antigos do Paraná

Antonina possui um dos teatros mais antigos do Paraná, construído na segunda metade do século XIX, remonta á fase áurea da economia antoninense e suas arquiteturas ecléticas ricas em adornos, consta que o “theatro” teria sido erguido pela Sociedade Teatral de Antonina, fundada em 1875.
O Theatro foi palco de um grande evento em 24 de abril de 1933, quando aportou na cidade o navio Almirante Jaceguay para uma parada técnica em sua viagem com destino à Argentina, com os principais artistas da era de ouro do rádio brasileiro desembarcaram e fizeram show inesquecível, onde apresentaram-se nomes como Procópio Ferreira, Sílvio Caldas, Luís Barbosa, Aracy de Almeida, Carmen Miranda e o maestro Ary Barroso.
A cidade é a sede do Festival de Inverno da Universidade Federal do Paraná, que acontece anualmente na cidade no mês de julho.
A programação do 1º Festival de Inverno, ocorrida no ano de 1991, envolveu  professores e estudantes nas áreas de artes plásticas, cênica, música, oficinas e Projetos Especiais, palestras com  o cineasta Sylvio Back  com o tema "Cinema Brasileiro Urgente", o compositor Henrique Morozowicz com "Mozart Sempre Vivo",  a pianista Salete Chiamulera com o "Recital Comentado  Villa-Lobos".
Outra festividade bastante tradicional da cidade é a Festa de Nossa Senhora do Pilar. O acontecimento religioso é acompanhado anualmente nos dias 15 de agosto por milhares de turistas que visitam a cidade e participam das missas, procissões, apresentações de orquestras, eventos gastronômicos, shows artísticos, pirotécnico e feiras de artesanato.

## Galeria

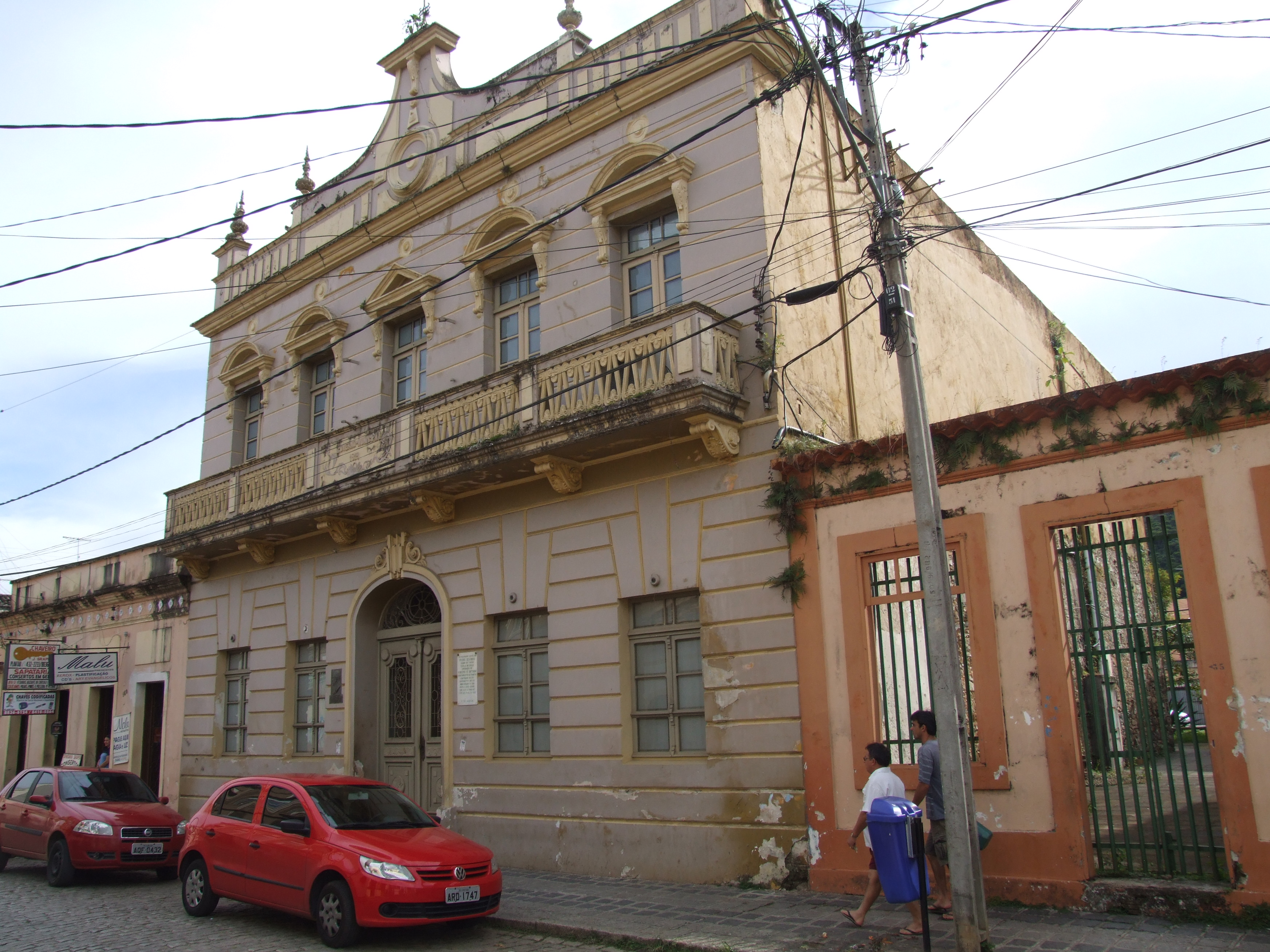
Sede da Prefeitura Municipal de Antonina, localizada na Rua XV de Novembro.
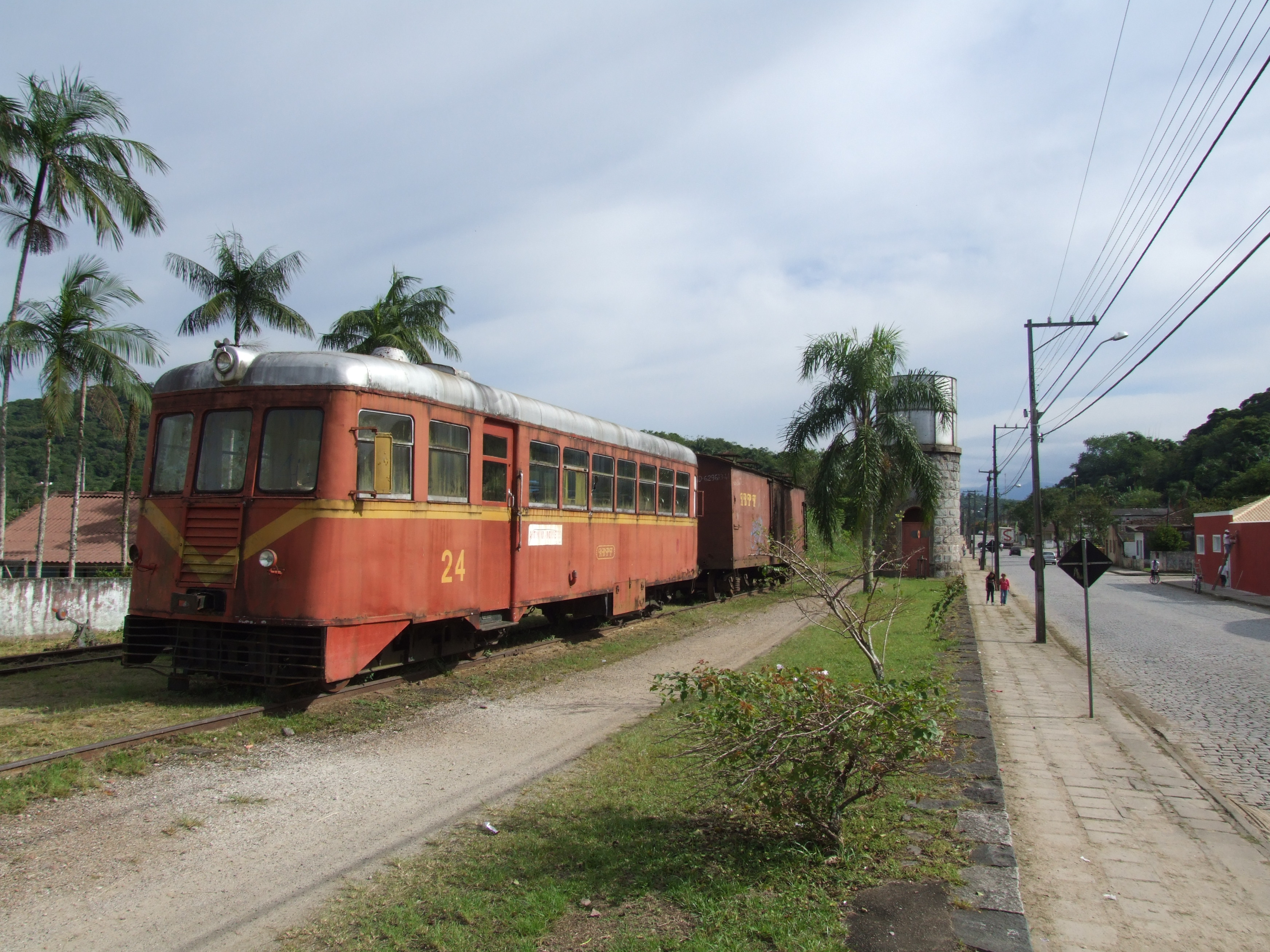
Vagões de trem em Antonina.
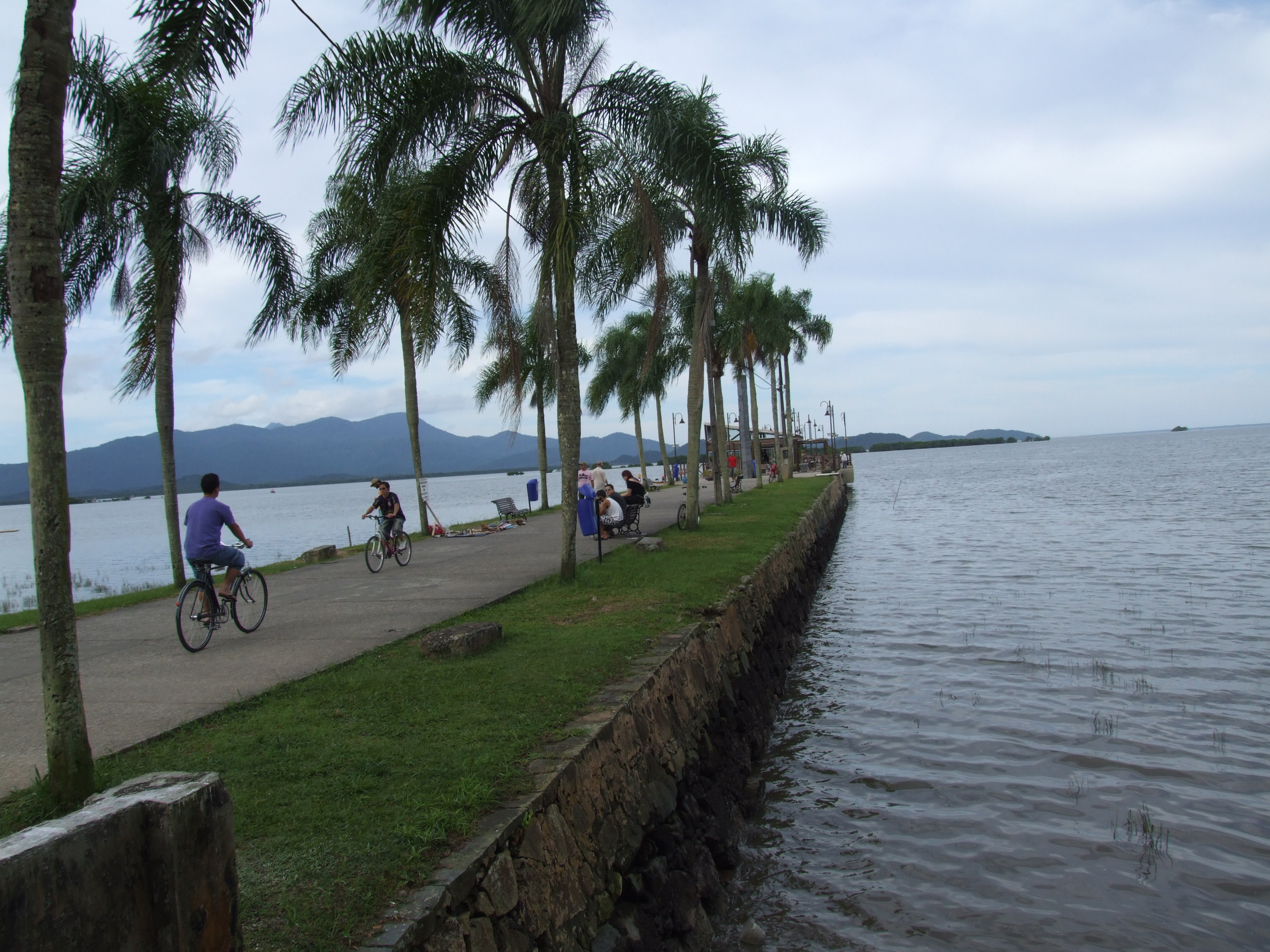
Vista para a Baía de Antonina.
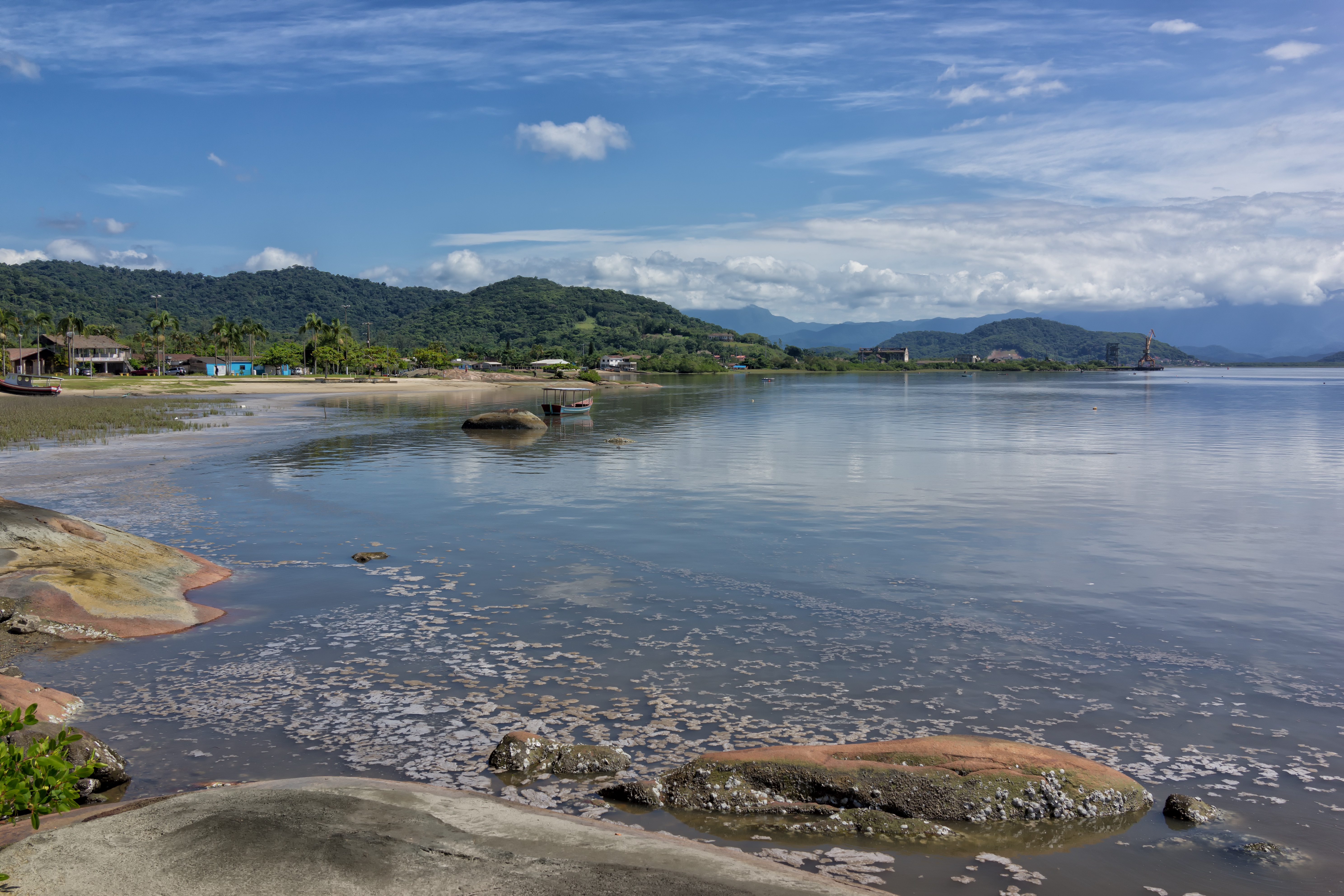
Ponta da Pita